# ロフー

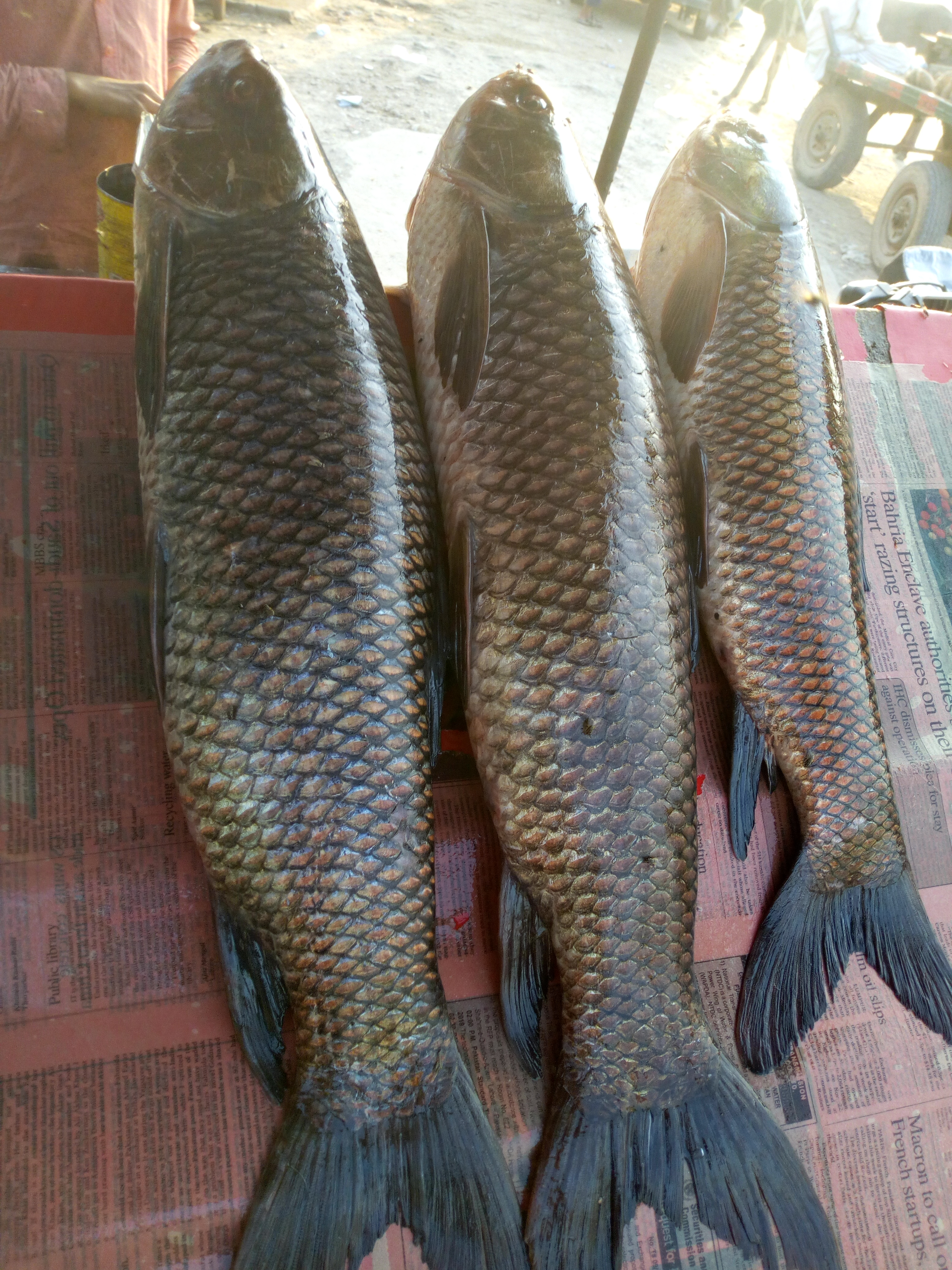
店に並んだロフー

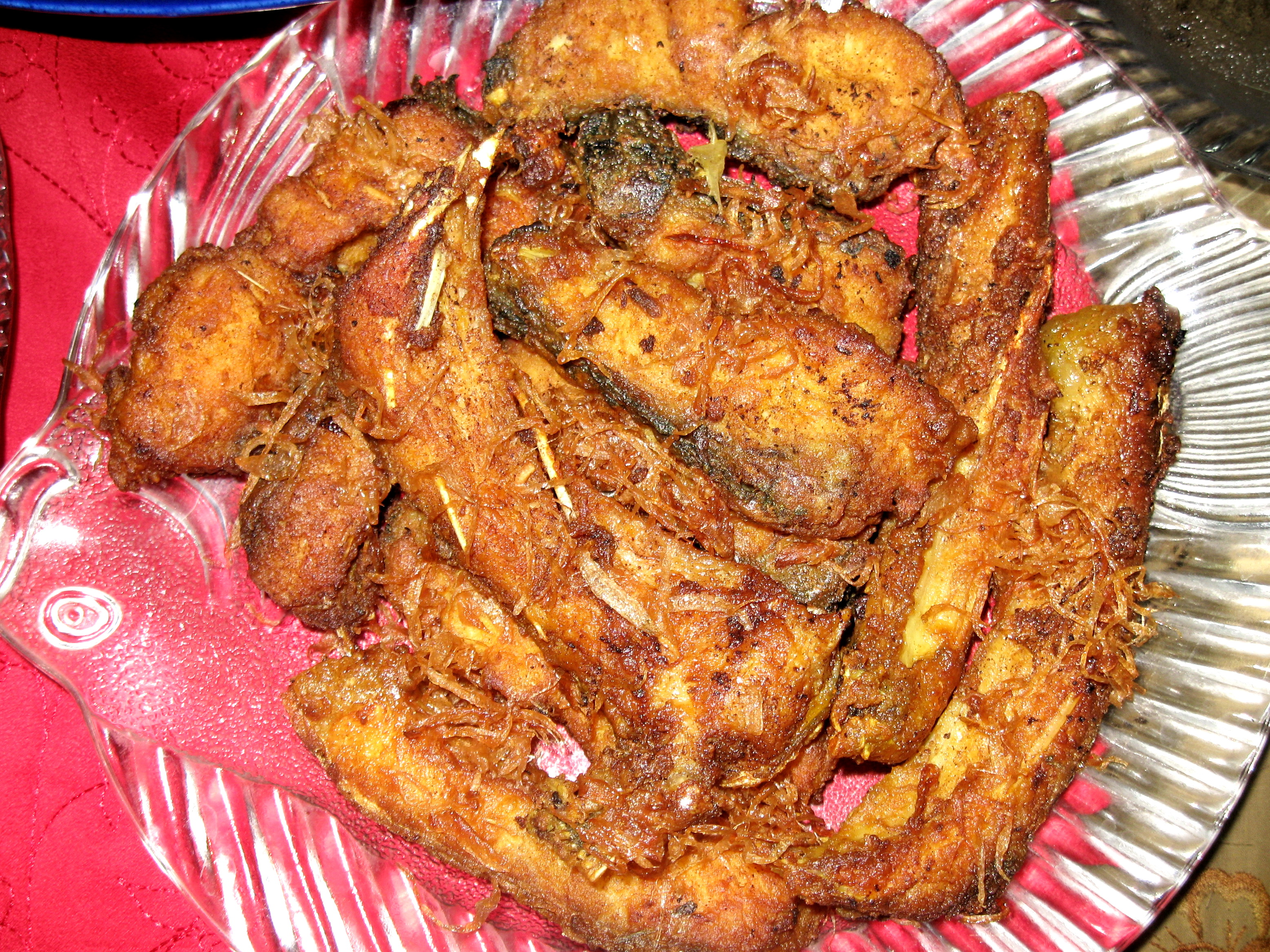
揚げロフー（バングラデシュ料理）

ロフー（アッサム語: ৰৌ মাছ、ベンガル語: রুই মাছ、マイティリー語: रोहु ローマ字転写: Rofu）は、南アジアの川で見られるコイ科の魚である。大型の雑食魚であり、養殖される。

## 概要
ロフーは大型で銀色の魚である。目立つアーチ形の頭を持ち、成魚は最大で重さ45キログラム、最長で長さ2メートルにもなる。インドのパンジャーブ州ルディヤーナーを流れるサトレジ川等で行われた調査では、体長は平均0.329–0.5154メートルという値が出ている。

## 分布と生息
インドの北部、中央部、東部、パキスタン、ベトナム、バングラデシュ、ネパール、ミャンマーの川に多く生息する。また、南インドやスリランカの川にも導入され、帰化している。

## 生態
この種は雑食性であり、成長段階によって好む餌が変わる。生活環の初期段階では主に動物プランクトンを食べるが、成長すると植物プランクトンをより多く食べるようになる。若魚や成魚になると、植物プランクトンや藻を食べる。細く髪の毛のような鰓耙を持ち、水を濾しながら食べていることが示唆される
2歳から5歳になると性的に成熟する。通常南西モンスーンの時期に氾濫した河川において、潮の届かない川の中ほどで産卵する。貯水池で産卵を行うこともある。

## 養殖
ロフーは、南アジアの重要な淡水養殖魚である。湖生態系では産卵しないため、養殖の際には、卵を導入することが必要である。釣り魚としても重要である。

## 食材
バングラデシュ、ネパール、パキスタンやインドのトリプラ州、ナガランド州、ビハール州、オリッサ州、アッサム州、西ベンガル州、アーンドラ・プラデーシュ州、タミル・ナードゥ州、ウッタル・プラデーシュ州では、非常に一般的な食用魚である。
後期チャールキヤ朝のソーメーシュヴァラ3世が編纂した12世紀のサンスクリット語百科事典『マーナソーッラーサ』にも、揚げロフーのレシピが記載されている。このレシピでは、ロフーの皮を剥いた後、アサフェティダと食塩でマリネし、水で溶いたウコンに漬けてから揚げる。
ミティラーでとれたロフーは、Mithila Rohu Machh (マイティリー語: मिथिला रोहु माछ) として知られ、湾岸地域で捕れたものよりも美味であるとみなされている。ビハール州政府は、地理的表示の確立に向けた取組を行っている。

## 栄養
ω-3脂肪酸、ビタミンA、ビタミンB、ビタミンCに富む。また含まれる食品の少ないビタミンDも豊富で、ビタミンD欠乏症である骨粗鬆症の予防になる。

## 諸言語における呼称
- アッサム語: ৰৌ মাছ（ラウ・マサ＝卵魚）
- オリーヤ語: ରୋହି（ロヒ）
- グジャラート語: રોહુ માછલી（ローフの魚）
- ビルマ語: ငါးမြစ်ချင်း（ガミッチン）[16]
- ヒンディー語: रोहू मछली
- ベンガル語: রুই মাছ（ルイ・マーチ）
- マラーティー語: रोहु मासा（ロフ マーサ）